# Laetesia prominens
Laetesia prominens là một loài nhện trong họ Linyphiidae.
Loài này thuộc chi Laetesia. Laetesia prominens được Alfred Frank Millidge miêu tả năm 1988.